# Abarema nipensis
Abarema nipensis är en ärtväxtart som först beskrevs av Nathaniel Lord Britton, och fick sitt nu gällande namn av Rupert Charles Barneby och James Walter Grimes. Abarema nipensis ingår i släktet Abarema och familjen ärtväxter. Inga underarter finns listade i Catalogue of Life.